# トマーシュ・ススロフ
- トマーシュ・スソロヴ
- トマシュ・ススロフ
- トマシュ・スースロフ

トマーシュ・ススロフ（Tomáš Suslov, 2002年6月7日 - ）は、スロバキア・コシツェ県スピスカ・スタラ・ヴェス出身のサッカー選手。セリエA ・エラス・ヴェローナFC所属。スロバキア代表。ポジションはFW。メディアによる表記は、トマーシュ・スソロヴ、トマシュ・ススロフ、トマシュ・スースロフなど、多数ある。

## クラブ経歴
2018年にオランダに渡り、FCフローニンゲンのユースアカデミーに入所。翌2019年にU-19リーグに昇格。2019-20シーズンに13試合5ゴールを記録し、2020年2月にトップチームに昇格。22日のVVVフェンロー戦でプロデビュー。エールディヴィジ2020-21シーズン開幕戦となった2020年9月13日のPSVアイントホーフェン戦では、同試合で現役復帰を果たしたアリエン・ロッベンが、前半29分の場面で負傷し、交代で途中出場。後半8分にプロ初ゴールを決め、1-1の同点に追いつくも、その後突き放され、試合は1-3で敗れた。
2023年9月1日、エラス・ヴェローナFCに買取オプション付きでレンタル移籍。2024年1月31日に買取オプションが行使され、2027年6月までの契約を結んだ。

## 代表経歴
2018年からユース世代のスロバキア代表に随時招集。2020年11月のUEFAネーションズリーグにフル代表初招集。19日のチェコ戦で代表デビューを果たした。